# Piotr Wrangel
El barón Piotr Nikoláievich Wránguel (en ruso: Пётр Николаевич Врангель; en alemán: Peter von Wrangel; Novoaleksándrovsk, actual Zarasai, gobernación de Kaunas, 27 de agosto de 1878-Bruselas, 25 de abril de 1928) fue un noble y militar ruso, apodado el Barón Negro, comandante del Ejército Voluntario del Cáucaso en 1919, jefe del Movimiento Blanco en Ucrania durante el período final de la guerra civil rusa, como Gobernador y Comandante en jefe de las fuerzas armadas del sur de Rusia (11 de abril de 1920) y gobernador del Sur de Rusia y comandante en jefe del Ejército Ruso (19 de agosto de 1920).
Fue uno de los más importantes líderes del exilio ruso.

## Biografía
Descendiente de la aristocrática familia alemana del Báltico de los Wrangel, Piotr Wrangel se graduó en el Instituto de Ingeniería de Minas de San Petersburgo en 1901. Se presentó voluntario para la brigada de caballería de la Guardia Imperial y fue nombrado oficial en 1902, siendo destinado a la reserva. Renunció a su puesto y se trasladó a Irkutsk, donde realizó diversas tareas al servicio del gobernador general.
Al estallar la guerra ruso-japonesa se realistó y fue asignado al 2.º Regimiento de Cosacos del Baikal. En diciembre de 1904 fue ascendido a teniente. Al término de la guerra fue trasladado al 55.º Regimiento de Dragones Fineses y participó en la campaña punitiva del general Orlov. Se graduó en la Academia Nikoláievskaya del Estado Mayor en 1910. Durante la Primera Guerra Mundial estuvo al mando de una unidad de caballería.
Se opuso a la Revolución de Febrero de 1917 y, tras el arresto de Kornílov por su intento de golpe de Estado, renunció a su puesto y se marchó a Crimea. Al comenzar la guerra civil rusa se unió a las fuerzas antibolcheviques del sur de Rusia. Primero comandó una división de caballería, y luego todo el Ejército del Cáucaso. Durante el verano de 1919 el ejército del sur realizó una gran ofensiva, coordinada con las unidades de Kolchak en el Este, Yudénich en el Báltico y Miller en el norte. Wrangel obtuvo importantes victorias, la principal de las cuales fue la conquista de Tsaritsyn (después Stalingrado) el 2 de julio. Consiguió fama como administrador justo y competente y no permitió a sus tropas saqueos o tropelías sobre la población civil, al contrario que algunos de sus colegas.
A principios de 1920 fue acusado de conspirar contra el general Denikin, siendo obligado a dimitir por el Estado Mayor Blanco. Unos meses después, en abril de 1920, fue requerido de nuevo por el Estado Mayor Blanco para encabezar una nueva ofensiva blanca en Ucrania. El nuevo ejército de Wrangel se componía de 35 000 hombres, lo que significa que las fuerzas eran equilibradas respecto a las que poseía el Ejército Negro en la zona, pero carecía del apoyo campesino de que disfrutaba este último.

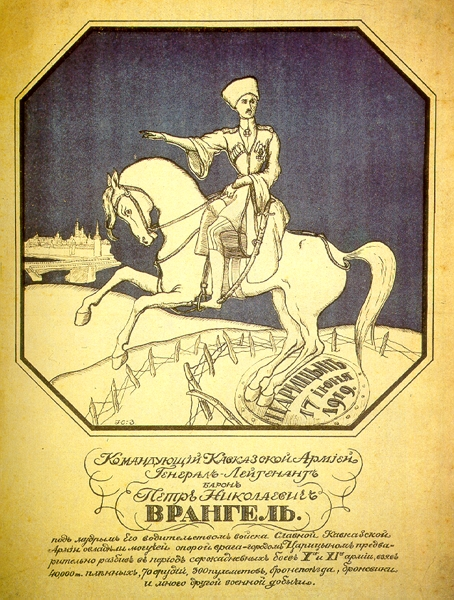
Póster del Ejército Blanco representando a Wrangel.

En su avance fulminó inicialmente al Ejército Negro de los majnovistas, que sufría una epidemia de tifus, y puso en fuga a los bolcheviques al conquistar la ciudad de Ekaterinoslav, pero sus tropas no fueron capaces de vencer a la guerrilla majnovista. Es probable que, de no haber sido por el predicamento de las teorías anarco-revolucionarias entre el campesinado y su apoyo el Movimiento Negro, se hubiese independizado Ucrania bajo el control del Movimiento Blanco, apoyado por los países occidentales. Wrangel instituyó una serie de reformas que convirtieron a Crimea en la zona más próspera de Rusia durante la Guerra Civil, trató de ganarse a los cosacos del Don y estableció relaciones con las repúblicas antibolcheviques del Cáucaso.
Lentamente el Ejército Negro de Majnó comenzó a recuperar territorios. Su alianza con el Ejército Rojo y el armisticio de los bolcheviques con Polonia significaron el fin de Wrangel. Enfrentado a fuerzas muy superiores, perdió casi la mitad de su ejército y fue obligado a retirarse a la península de Crimea. Desde allí organizó la evacuación hacia Constantinopla, entre el 8 y el 16 de noviembre de 1920, de 150 000 seguidores. De Turquía pasaron a Túnez, y de allí a Serbia.
Wrangel fue líder del Movimiento Blanco en el exilio y creó la Unión Militar Rusa, ROVS (Русский Обще-Воинский Союз, РОВС), una organización para mantener la unidad de todas las fuerzas rusas blancas en el exilio.
Falleció en Bruselas en 1928 a los 49 años. Durante años, su familia mantuvo que fue envenenado por el hermano de su mayordomo, presunto activista soviético. Sus memorias fueron publicadas en la revista Causa Blanca (Белое дело) y en Berlín el mismo año. Fue enterrado en Belgrado.
Sus seguidores erigieron un monumento en su honor en la ciudad serbia de Sremski Karlovci, donde tenía su cuartel general y donde estaba, en el momento de su muerte, el Santo Sínodo de la Iglesia Ortodoxa Rusa en el exilio.

## Semblanza
Considerado el más inteligente y capacitado de los líderes blancos, Wrangel medía dos metros de altura y era extremadamente delgado. Fue el único jefe blanco que planteó un ideario político concreto, haciendo énfasis en la liberación de Rusia de la «tiranía de los bolcheviques» y otras fuerzas «anárquicas», el establecimiento de un gobierno justo y honrado, la restauración de la monarquía, la protección de los fieles de cualquier confesión de las persecuciones religiosas, los derechos del campesinado a la propiedad de la tierra y la oportunidad de todos los rusos de elegir a sus líderes.